# Oudewater

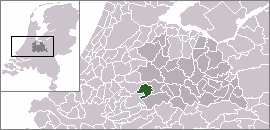
läge i Utrecht

Oudewater är en kommun i provinsen Utrecht i Nederländerna. Kommunens totala area är 40,16 km² (där 0,82 km² är vatten) och den har 10 237 invånare (2022).